# Аху
Аху — церемониальные платформы на острове Пасхи, которые, по верованиям коренных жителей, образовывали духовное связующее звено между этим и потусторонним миром. С какой целью были созданы первые аху, до сих пор остаётся загадкой, а впоследствии их часто сооружали на местах погребения вождей. Использовались ли аху для регулярных похорон и сжигания умерших, достоверно неизвестно.
Термин «аху» также известен с Маркизских островов, Туамоту и Тубуаи. Однако там он обозначает только возвышенную платформу церемониального участка (мараэ). Всего на острове Пасхи известно 255 аху, которые находятся в различной степени сохранности.

## Описание
Большинство аху расположено на морском побережье. Они представляют собой каменные платформы прямоугольной формы, длиной от десяти до ста метров (самый длинный — 160 метров), шириной примерно 50 метров и высотой от 3 до 6 метров. Так как аху перестраивали и достраивали, то нередко они имеют более сложную конструкцию. Часто платформы облицованы тщательно подогнанными базальтовыми плитами. Но имеются примеры и менее тщательной работы. Для облицовки использовали также туф и пемзу. Внутри — забутовка из рваного камня и валунов. Иногда в кладку включены и моаи или их части. В толще кладки встречаются небольшие погребальные камеры. С лицевой стороны прямоугольная платформа дополнена низкой наклонной плоскостью, выложенной валунами. Мощёные площадки имеются и на берегу. На верхней площадке аху устанавливались статуи моаи, смотрящие вглубь острова, в сторону деревни, которая когда-то здесь находилась. Самые маленькие аху были предназначены только для одного моаи. Недалеко от вулкана Рано Рараку находится самый большой на острове постамент Аху Тонгарики с 15 статуями моаи различного размера.
Наиболее известным является Аху Акиви. Постамент аху поддерживает 7 статуй моаи, похожих по высоте и стилю. Каждая из семи статуй в высоту достигает примерно 3,6 метров и весит около 18 тонн (согласно основной статье, моаи не весят более 10 тонн, исключая 10-метровые). Аху Акиви был восстановлен в 1960 году, когда команда археолога Уильяма Маллоя провела несколько месяцев, поднимая поваленные статуи в их первоначальное положение.